# Jessica Eddie
Jessica Jane "Jess" Eddie (Durham, 7 de outubro de 1984) é uma remadora britânica, medalhista olímpica.

## Carreira
Eddie competiu nos Jogos Olímpicos de 2008, 2012 e 2016, sempre na prova do oito com. Em suas duas primeiras aparições, em Pequim e Londres, terminou na quinta colocação. Em 2016, no Rio de Janeiro, finalmente subiu ao pódio com a equipe da Grã-Bretanha ao obter a medalha de prata.